# Kareem Findi
Kareem Findi est un écrivain et journaliste kurde irakien.
Il écrit sur l'histoire, la géographie, la politique, le folklore, la littérature et la langue kurde.

## Jeunesse
Il est né en 1946 dans le village de Qarqarava près de la ville de Duhok.
De 1959 à 1974 il a été membre de l'Association des étudiants du Kurdistan.
En 1965 il est devenu membre du Parti Démocratique du Kurdistan. En 1974 il est devenu membre de l'Union des Écrivains Kurdes.
En 1974, il sort diplômé de l'Université de Mossoul, Collège des Arts English Dept.
En 1984, il est devenu directeur d'école secondaire à Duhok. 
Il était opposé au régime de Saddam Hussein.
- membre du Syndicat des journalistes et membre-fondateur du Comité de l'amitié Arabes-Kurdes et de la Maison de l'art d'Erbil. Président du comité d'Art de Duhok. Ses analyses littéraires, critiques et ouvrages sur l'histoire kurde étaient remarqués dans la plupart des magazines publiés en Irak.
Il pratique le kurde, l'arabe et l'anglais.

## Lien Externe
Findi Info Official Website